# تونغتشوان
تونغتشوان (بالصينية: 铜川市 )‏ هي مدينة على مستوى محافظة، في جمهورية الصين الشعبية، تتبع شنشي، تبلغ مساحتها 3,882 كيلومتر مربع، رمزها البريدي هو 727000.

## التقسيمات الإدارية
- Wangyi District [الإنجليزية]‏
- Yintai District [الإنجليزية]‏
- Yaozhou District [الإنجليزية]‏
- Yijun County [الإنجليزية]‏.